# Rembrandthuis

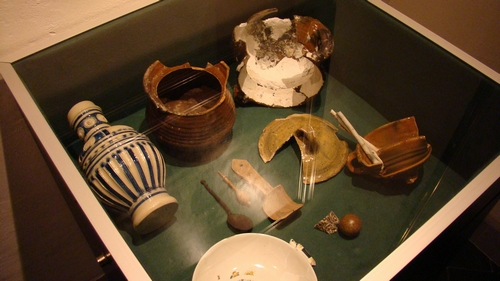
Archeologische vondsten uit de beerput van het Rembrandthuis

Museum Rembrandthuis is een museum gevestigd in een voormalig woonhuis in de Jodenbreestraat, in het centrum van Amsterdam. Tussen 1639 en 1658 werd het huis bewoond door de bekende Nederlandse kunstschilder Rembrandt van Rijn, die er ook zijn atelier en kunsthandel had.
Het huis werd rond 1606 gebouwd en is rond 1627 verbouwd, waarschijnlijk onder toezicht van Jacob van Campen. Het kreeg toen een extra verdieping en een nieuwe voorgevel met een driehoekig fronton. Rembrandt kocht het op 5 januari 1639 voor dertienduizend gulden. Na zijn faillissement werd het in 1658 geveild en voor elfduizend gulden verkocht. Het was in de eeuwen daarna als woonhuis in gebruik en werd diverse malen verbouwd.
Aan het begin van de 20e eeuw verkeerde het pand in slechte staat, en naar aanleiding van het Rembrandtjaar in 1906 werd het in 1907 aangekocht door de gemeente Amsterdam, die het schonk aan de stichting Het Rembrandthuis. Tussen 1907 en 1911 werd het huis gerestaureerd door Karel de Bazel. Het museum werd op 10 juni 1911 geopend. Koningin Wilhelmina en prins Hendrik waren de eerste bezoekers. Museum Rembrandthuis dankt zijn oprichting aan een initiatief van de kunstschilder Jozef Israëls.

## Collectie
Het museum toont de woon- en werkvertrekken van Rembrandt, waaronder zijn woonkamer, kunstkamer en het atelier waar hij zijn meesterwerken maakte. Het pand is in de 20ste eeuw heringericht op basis van de boedelinventaris die was opgemaakt bij Rembrandts faillissement in 1656. Hierdoor krijgt de bezoeker een beeld van het dagelijks leven van Rembrandt, zijn atelierpraktijk en hoe een woonhuis en kunstenaarsatelier er in de 17e eeuw uitzagen. In het oude huis van Rembrandt hangen ook kunstwerken uit de 17de eeuw, onder andere van Rembrandts leermeester Pieter Lastman en zijn leerlingen Ferdinand Bol en Govert Flinck. 
Museum Rembrandthuis bezit een bijna volledige collectie etsen van Rembrandt. Deze worden regelmatig getoond in het etskabinet en in tijdelijke tentoonstellingen in de moderne museumvleugel. 
In 2019 wees materiaal-technisch onderzoek uit dat twee potten ('grapen') die in 1997 waren aangetroffen in Rembrandts beerput daadwerkelijk door de kunstenaar zijn gebruikt. Een van de potten bevat restanten van kwartsgrond. Dat is een mengsel van kwarts en klei waarmee Rembrandt zijn doeken prepareerde voor hij ging schilderen. Leonore van Sloten, conservator van Museum Rembrandthuis, zei hierover in het Parool: “Rembrandt begon met het gebruik van zogeheten kwartsgrond vanaf het moment dat hij in het huidige Museum Rembrandthuis woonde, en is voor zover we weten de enige die dit deed. Een mengsel van kwarts en klei was voor hem waarschijnlijk uit praktisch en financieel oogpunt handig.” De twee grapen zijn te zien in het museum. 
In 2021 ontving Museum Rembrandthuis een schilderij van het echtpaar Hoogsteder om het museum te steunen tijdens de coronacrisis. De nieuwe aanwinst is het schilderij Herderin in een landschap uit ca. 1641, gemaakt door Ferdinand Bol, een van Rembrandts beroemdste leerlingen. Het schilderij hangt in de voormalige woon-en slaapkamer van Rembrandt.
In 2022 kocht het museum vier hedendaagse kunstwerken aan van Natasja Kensmil en Milan Gies. Het museum bezit ook werk van andere hedendaagse kunstenaars als Marlene Dumas, Reinder Homan, Iriée Zamblé en Timothy Voges.  

## Tentoonstellingen
In de moderne museumvleugel zijn tijdelijke tentoonstellingen te zien met kunstwerken van Rembrandt, zijn tijdgenoten en zijn (hedendaagse) navolgers. Tijdens het landelijke Rembrandtjaar 2019 kwam Museum Rembrandthuis met drie tentoonstellingen: Rembrandt's Social Network, Inspired by Rembrandt en Laboratorium Rembrandt. Andere tentoonstellingen waren Peter Vos: Metamorfosen (2016), Rembrandts naakte waarheid (2016), Glenn Brown (2017), Govert Flinck en Ferdinand Bol (2017-2018), HIER. Zwart in Rembrandts tijd (2020), Hansken, Rembrandts olifant (2021) en RAUW (2022). 

## KLM-huisje
Het Rembrandthuis stond in 1976 model voor het 48e Delfts blauwe huisje van KLM.

## Galerij

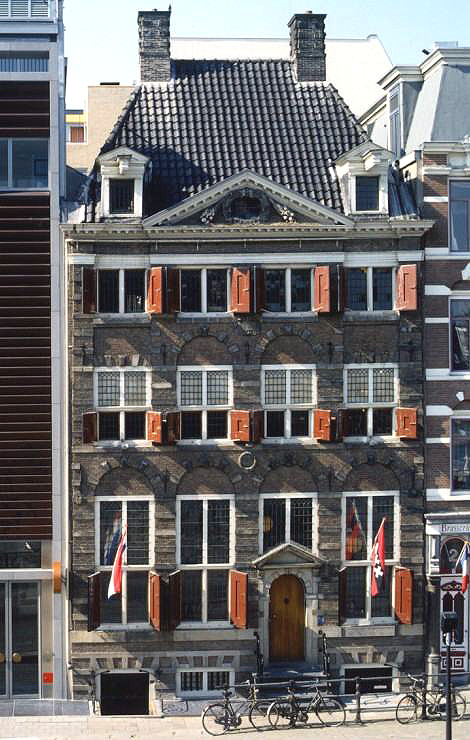
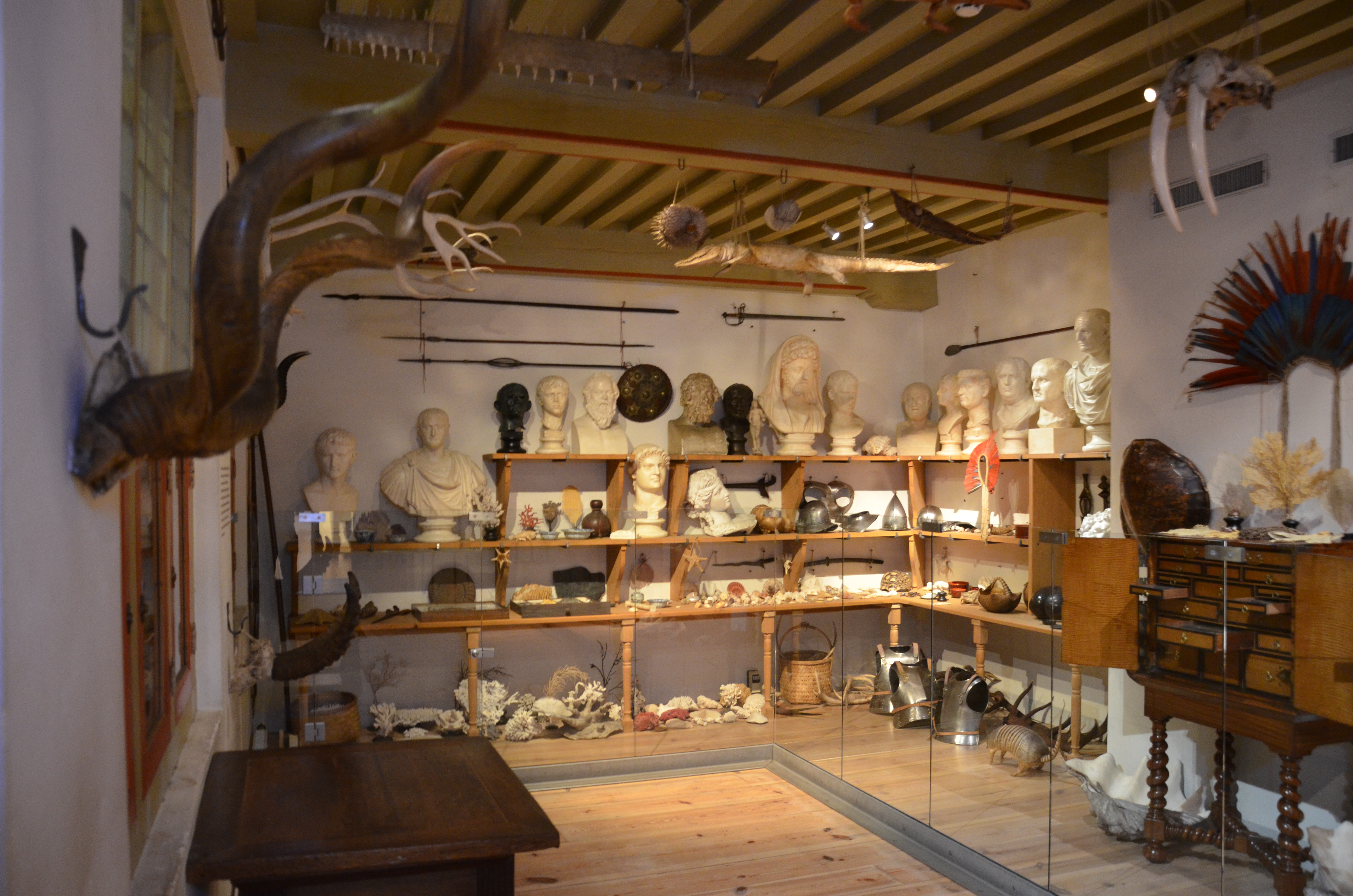
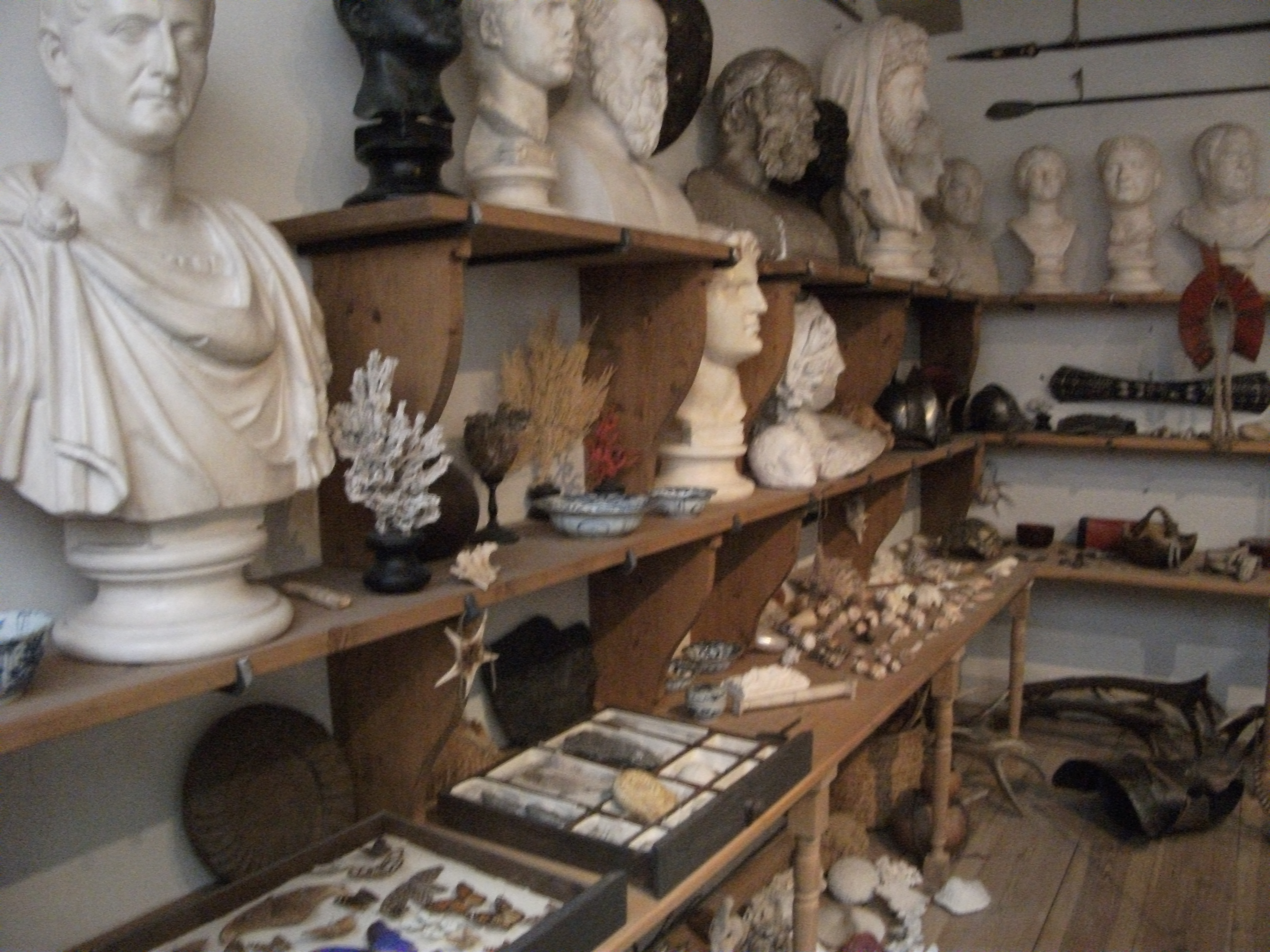
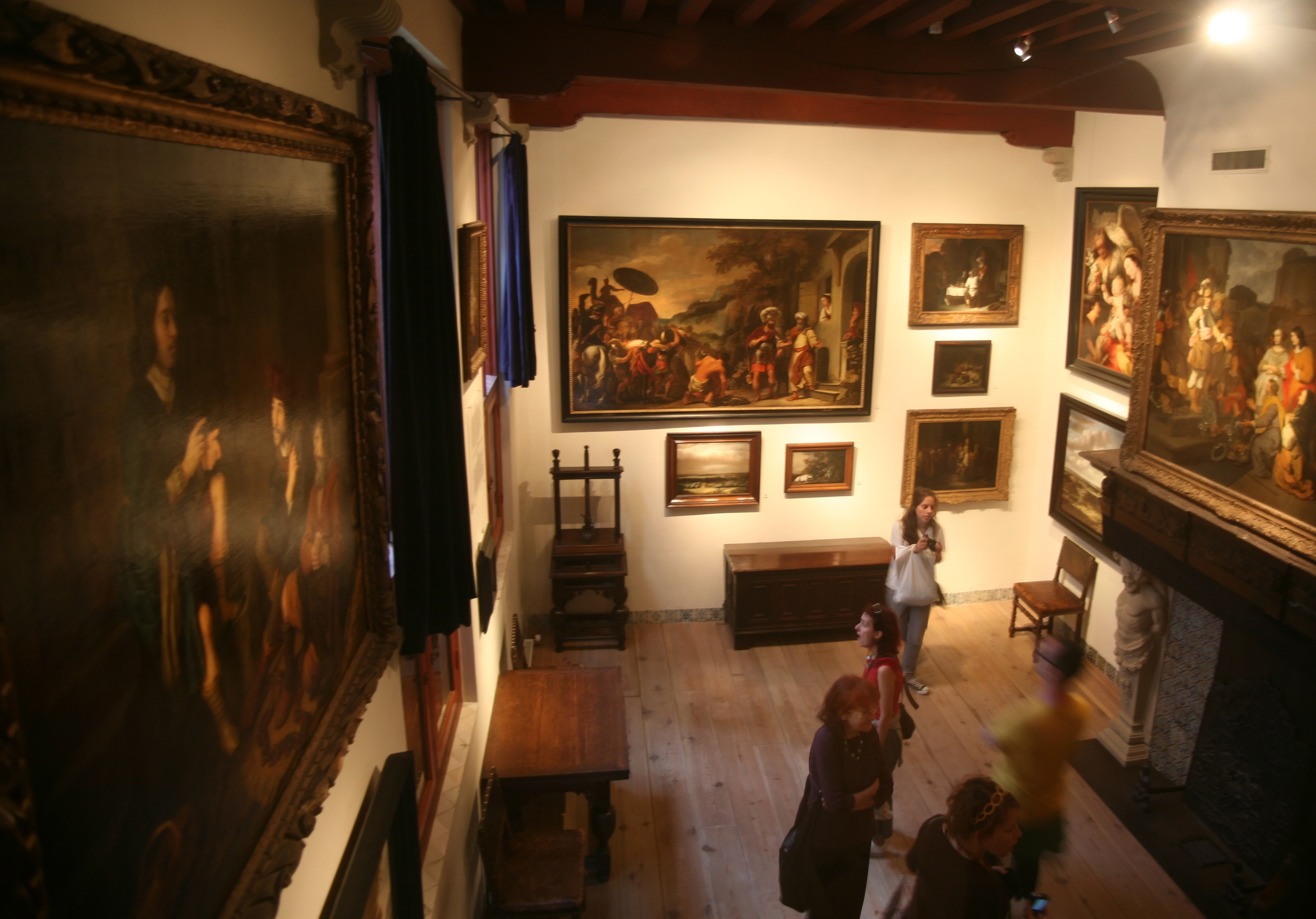
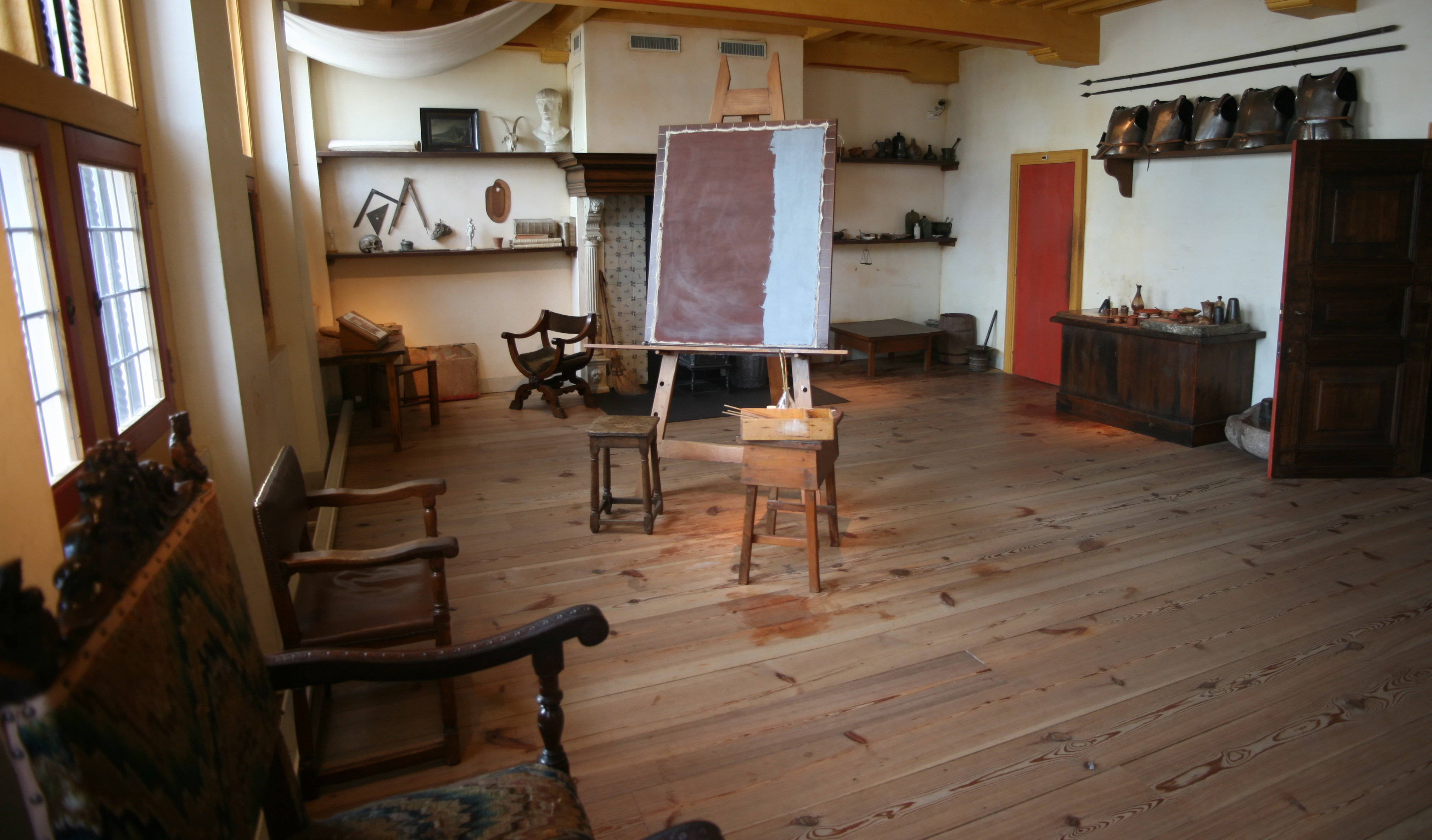
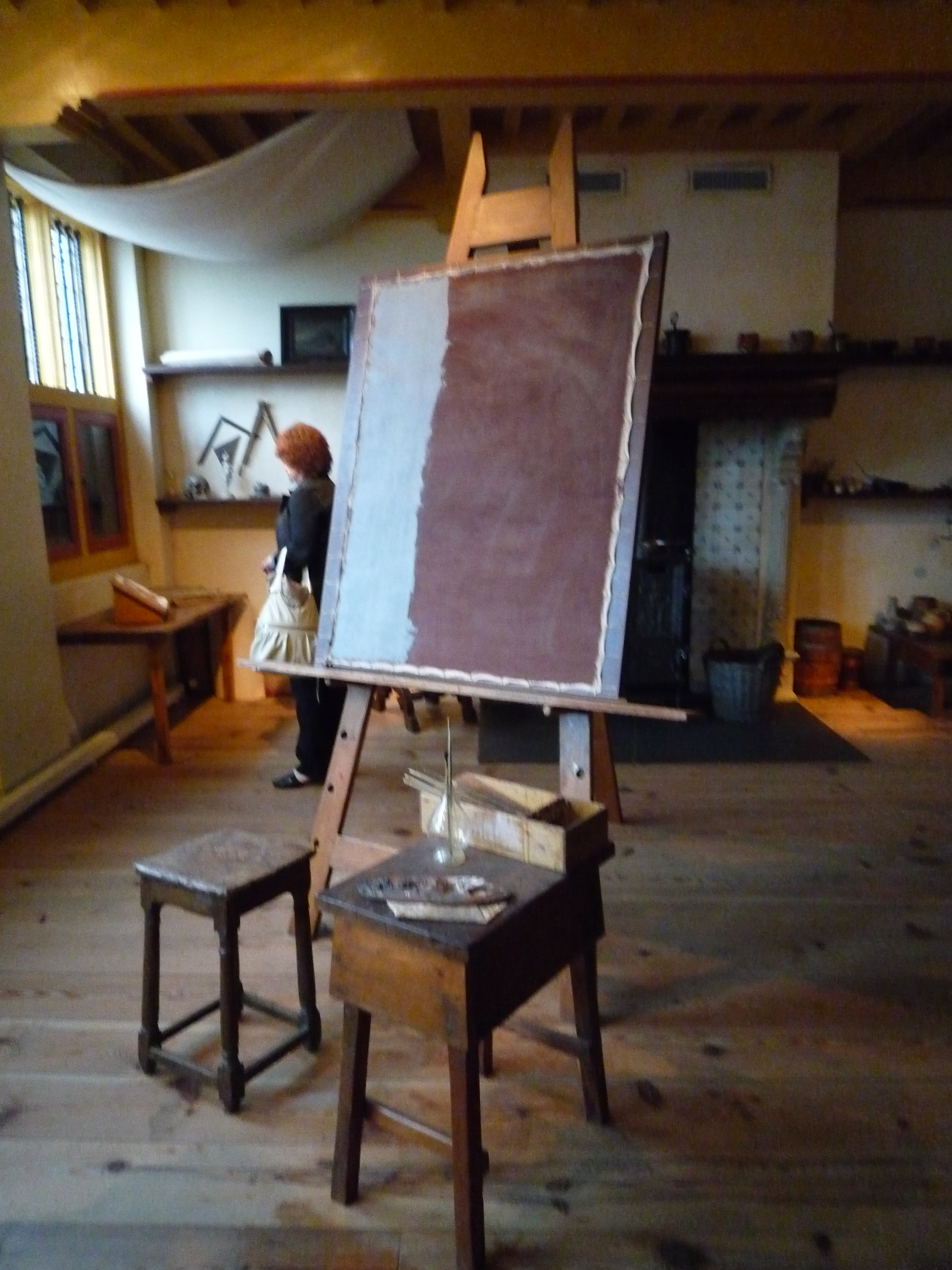
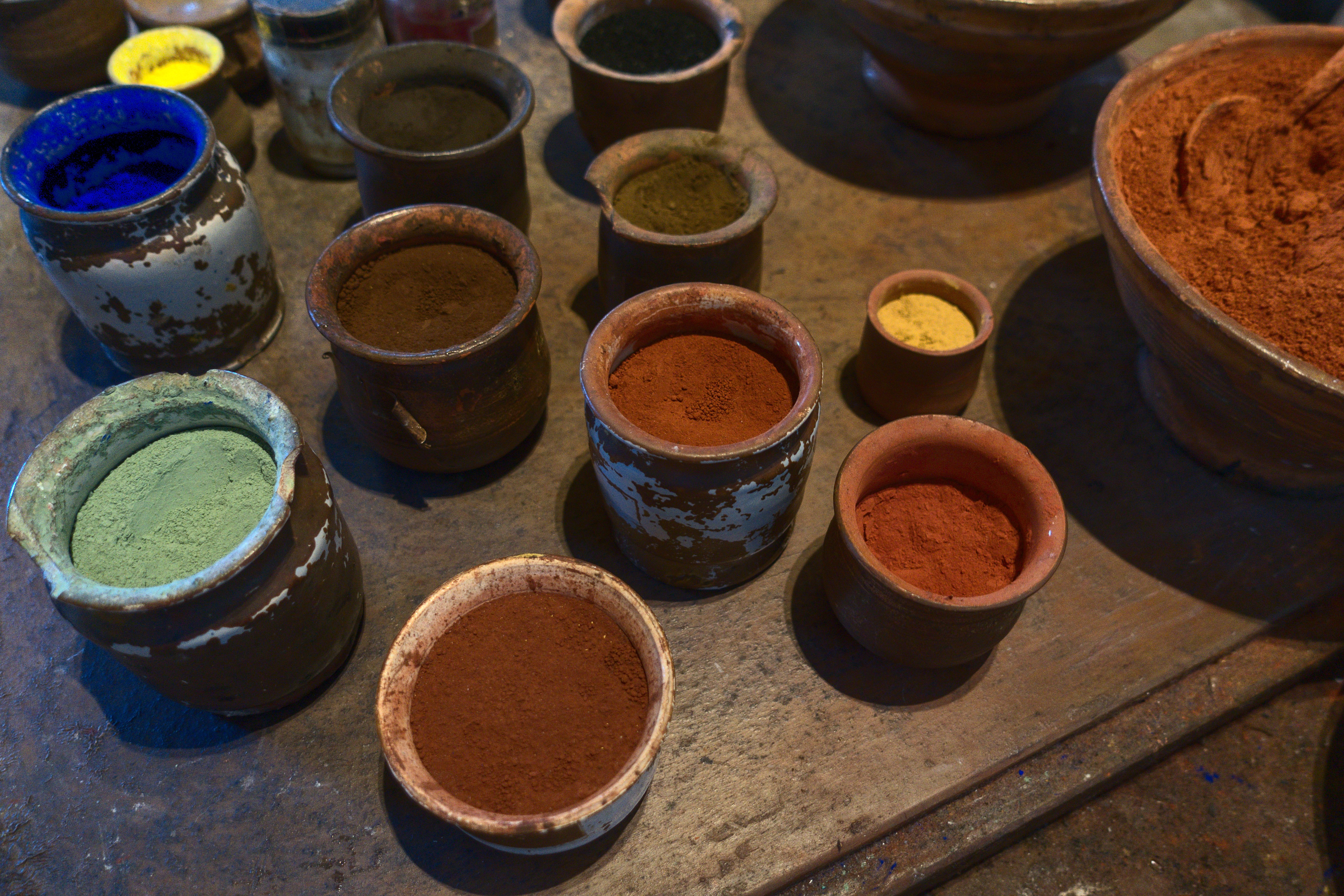
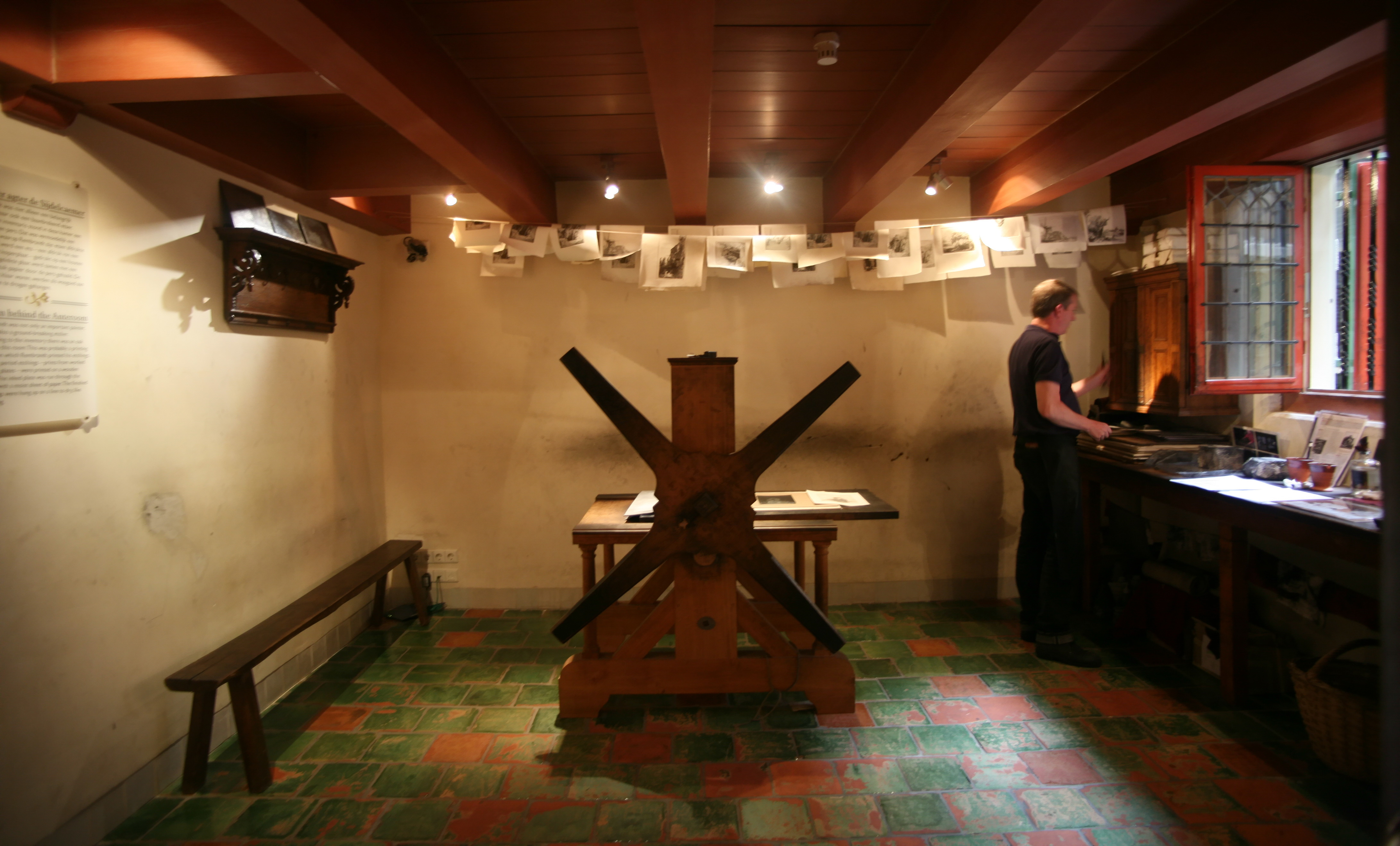
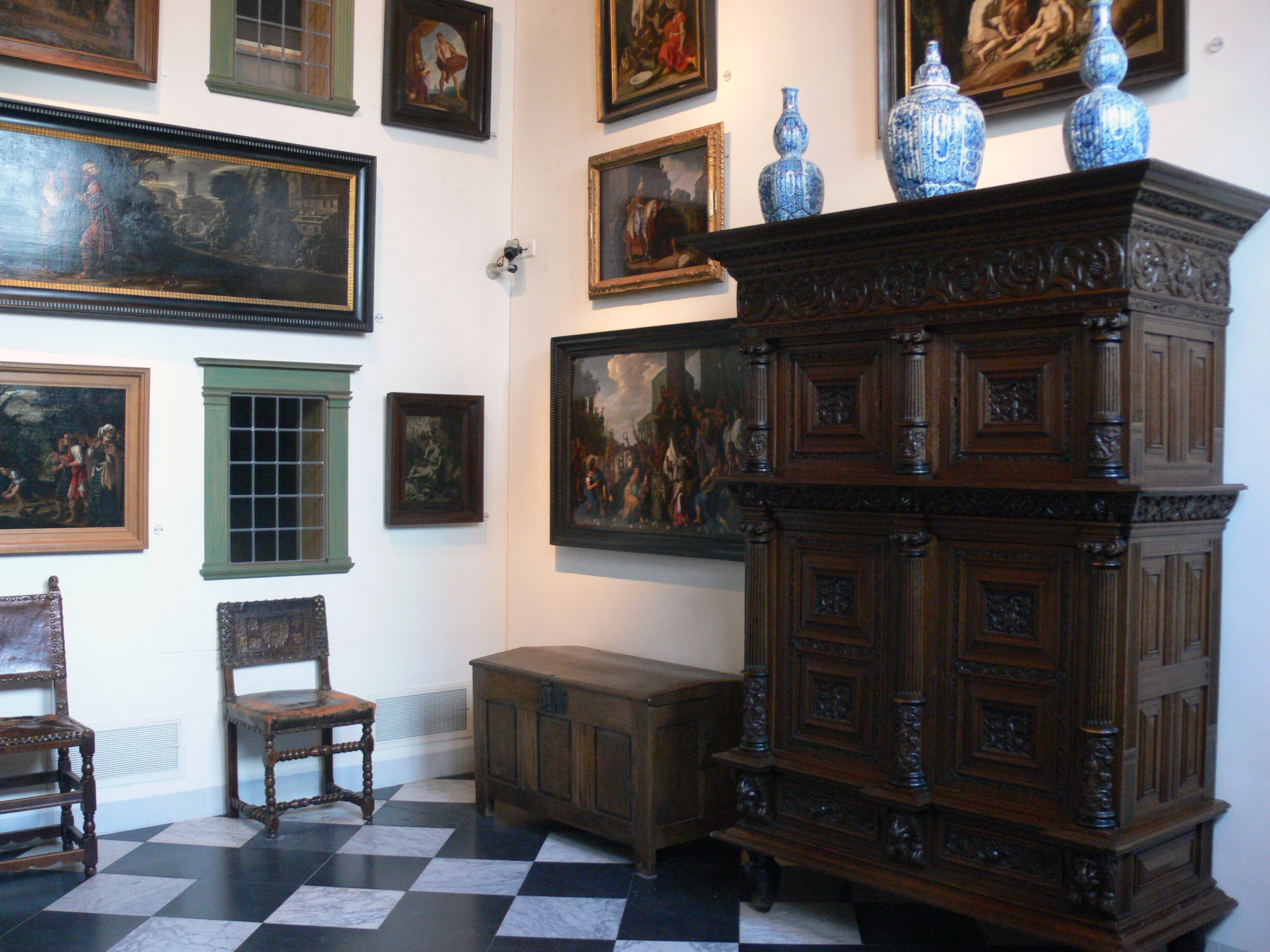
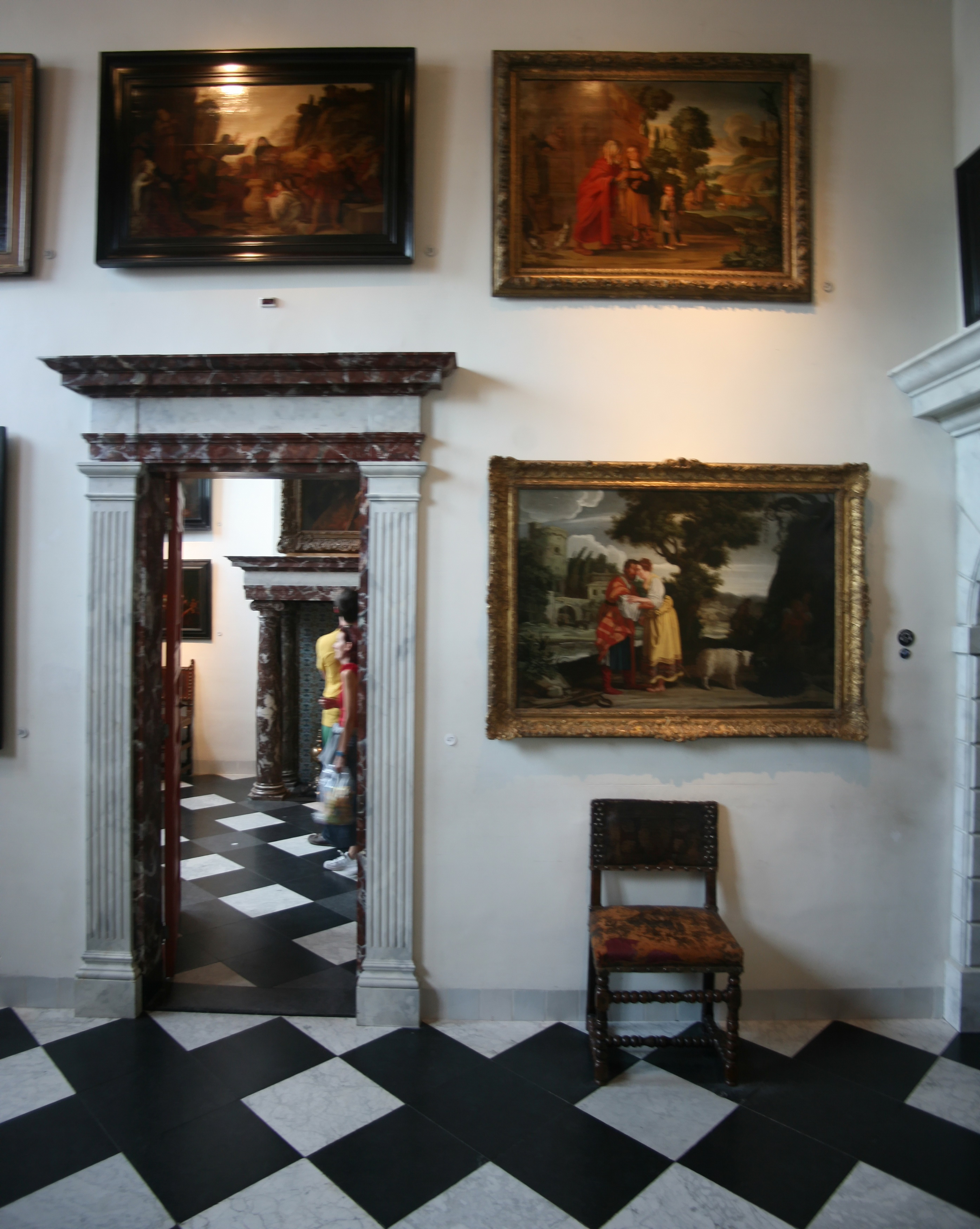
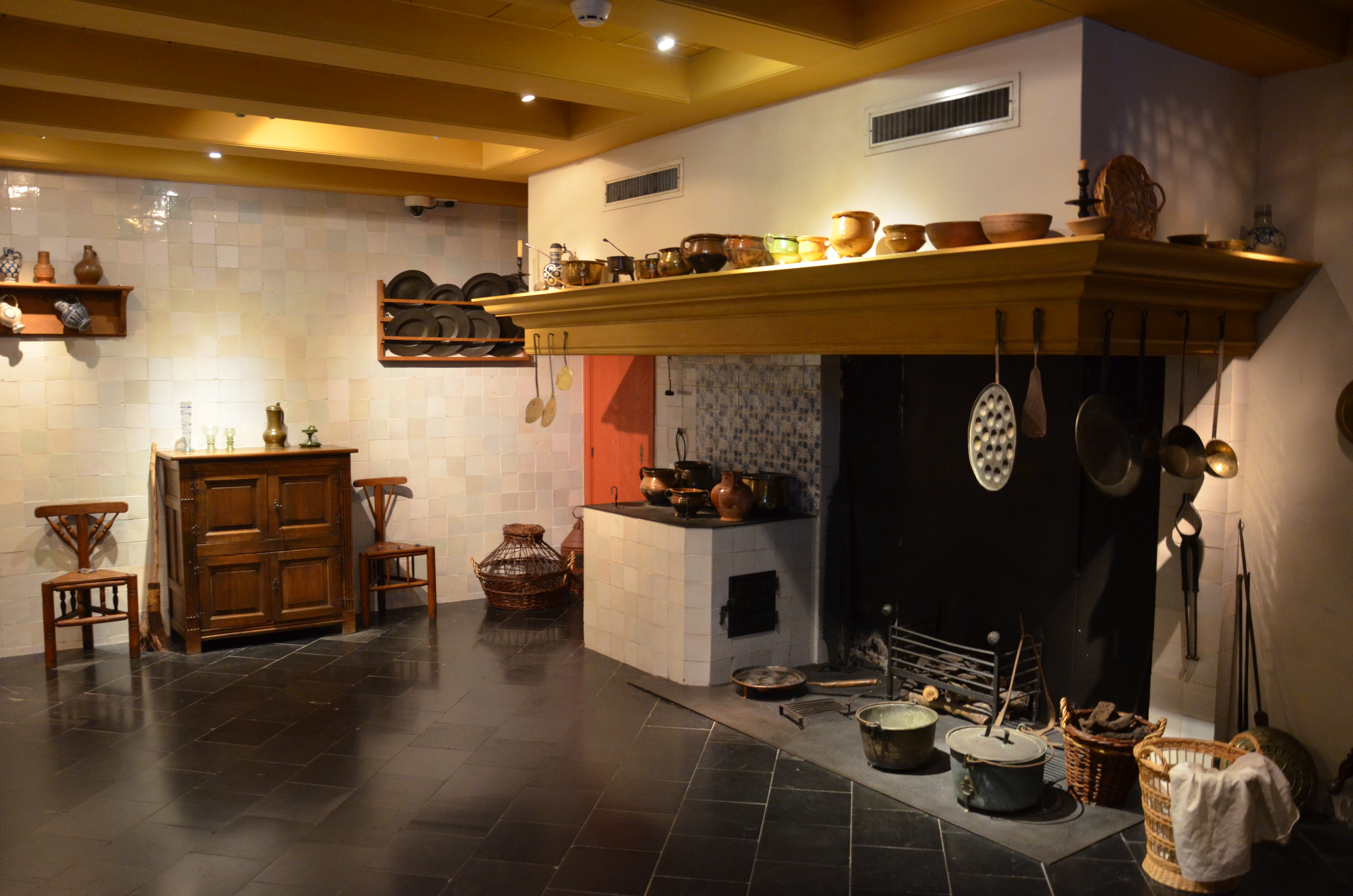
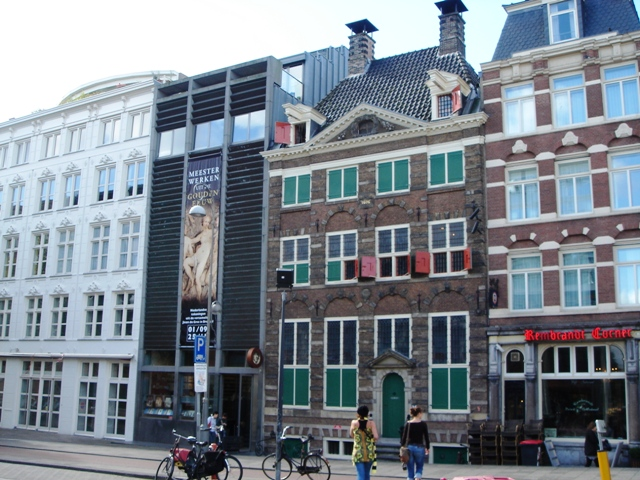